# Parlamentswahl in Russland 2007
- KPRF: 57
- SR: 38
- ER: 315
- LDPR: 40

Die Parlamentswahl in Russland 2007 fand am 2. Dezember 2007 statt. Es wurde über die 450 zu vergebenden Sitze in der Duma (Gossudarstwennaja Duma), dem Unterhaus der beiden russischen Parlamentskammern, abgestimmt.
Stärkste Kraft wurde mit Abstand die präsidentennahe Partei Einiges Russland. Die Wahlbeteiligung wurde mit 63 % angegeben. Um den Einzug in das Parlament bewarben sich elf Parteien. Drei kleinere Parteien erhielten nicht die Zulassung der Zentralen Wahlkommission, da sie die formalen Voraussetzungen nicht erfüllten.
In Tschetschenien wurde außerdem am selben Tag ein Verfassungsreferendum abgehalten.

## Wahlergebnis

Die Partei Einiges Russland erzielte in allen Wahlkreisen Russlands die Stimmenmehrheit

Am 8. Dezember veröffentlichte die Zentrale Wahlkommission der Russischen Föderation das offizielle Endergebnis:
| Endergebnis der Wahl zur russischen Duma vom 2. Dezember 2007                                       | Endergebnis der Wahl zur russischen Duma vom 2. Dezember 2007                                       | Endergebnis der Wahl zur russischen Duma vom 2. Dezember 2007 | Endergebnis der Wahl zur russischen Duma vom 2. Dezember 2007 | Endergebnis der Wahl zur russischen Duma vom 2. Dezember 2007 |
| Parteien und Wahlblöcke                                                                             | Parteien und Wahlblöcke                                                                             | Stimmen                                                       | %                                                             | Sitze                                                         |
| --------------------------------------------------------------------------------------------------- | --------------------------------------------------------------------------------------------------- | ------------------------------------------------------------- | ------------------------------------------------------------- | ------------------------------------------------------------- |
| Einiges Russland (Jedinaja Rossija)                                                                 | Einiges Russland (Jedinaja Rossija)                                                                 | 44.714.241                                                    | 64,30 %                                                       | 315                                                           |
| Kommunistische Partei der Russischen Föderation (Kommunistitscheskaja Partija Rossijskoi Federazii) | Kommunistische Partei der Russischen Föderation (Kommunistitscheskaja Partija Rossijskoi Federazii) | 8.046.886                                                     | 11,57 %                                                       | 57                                                            |
| Liberal-Demokratische Partei Russlands (Liberalno-Demokratitscheskaja Partija Rossii)               | Liberal-Demokratische Partei Russlands (Liberalno-Demokratitscheskaja Partija Rossii)               | 5.660.823                                                     | 8,14 %                                                        | 40                                                            |
| Gerechtes Russland (Sprawedliwaja Rossija)                                                          | Gerechtes Russland (Sprawedliwaja Rossija)                                                          | 5.383.639                                                     | 7,74 %                                                        | 38                                                            |
| Agrarpartei (Agrarnaja partija Rossii)                                                              | Agrarpartei (Agrarnaja partija Rossii)                                                              | 1.600.234                                                     | 2,30 %                                                        | 0                                                             |
| Jabloko – Russische Demokratische Partei Jabloko (Rossijskaja Demokratitscheskaja Partija Jabloko)  | Jabloko – Russische Demokratische Partei Jabloko (Rossijskaja Demokratitscheskaja Partija Jabloko)  | 1.108.985                                                     | 1,59 %                                                        | 0                                                             |
| Bürgerkraft (Graschdanskaja Sila)                                                                   | Bürgerkraft (Graschdanskaja Sila)                                                                   | 733.604                                                       | 1,05 %                                                        | 0                                                             |
| Union der rechten Kräfte (Sojus Prawych Sil)                                                        | Union der rechten Kräfte (Sojus Prawych Sil)                                                        | 669.444                                                       | 0,96 %                                                        | 0                                                             |
| Patrioten Russlands (Patrioty Rossii)                                                               | Patrioten Russlands (Patrioty Rossii)                                                               | 615.417                                                       | 0,89 %                                                        | 0                                                             |
| Partei der sozialen Gerechtigkeit (Partija sozialnoi sprawedliwosti)                                | Partei der sozialen Gerechtigkeit (Partija sozialnoi sprawedliwosti)                                | 154.083                                                       | 0,22 %                                                        | 0                                                             |
| Demokratische Partei Russlands (Demokratitscheskaja Partija Rossii)                                 | Demokratische Partei Russlands (Demokratitscheskaja Partija Rossii)                                 | 89.780                                                        | 0,13 %                                                        | 0                                                             |
| Summe (Wahlbeteiligung: 63 %)                                                                       | Summe (Wahlbeteiligung: 63 %)                                                                       |                                                               | 100,0 %                                                       | 450                                                           |
| Wahlberechtigte                                                                                     | Wahlberechtigte                                                                                     | 109.145.517                                                   | 63,72 %                                                       |                                                               |

| Platz | Partei/Block (блок)                                                                          | Stimmenanteil | Stimmen   | Sitze Duma | Sitzanteil Duma |
| ----- | -------------------------------------------------------------------------------------------- | ------------- | --------- | ---------- | --------------- |
| 1     | Einiges Russland Единая Россия                                                               | 64,3 %        | 45 Mill.  | 315        | 70,0 %          |
| 2     | Kommunistische Partei der Russischen Föderation Коммунистическая партия Российской Федерации | 11,6 %        | 8 Mill.   | 57         | 12,7 %          |
| 3     | Liberal-Demokratische Partei Russlands Либерально-демократическая партия России              | 8,1 %         | 5,7 Mill. | 40         | 8,9 %           |
| 4     | Gerechtes Russland Справедливая Россия                                                       | 7,8 %         | 5,4 Mill. | 38         | 8,4 %           |

## Wahlrechtsänderungen im Vorfeld
Zwischen der Parlamentswahl 2003 und 2007 wurde eine Reihe von Gesetzesänderungen vorgenommen, die nach Darstellung der russischen Staatsführung das Ziel hatten, das Parteiensystem zu konsolidieren. Die Gründung von Parteien wurde erschwert, und die Bedingungen für den Einzug in die Duma wurden schwieriger gestaltet.

### Änderungen des Wahlgesetzes
Für die Wahl 2007 wurde das Wahlsystem zu einem ausschließlichen Verhältniswahlrecht
geändert. Bis zur Wahl 2003 war die Hälfte der Sitze in der Duma über Direktwahlkreise (russ. одномандатные округи) vergeben worden.
Die Hürde für den Einzug ins Parlament wurde von fünf auf sieben Prozent angehoben. Das Wahlrecht sieht jedoch vor, dass in jedem Fall die zweitstärkste Partei ins Parlament einzieht, auch wenn diese weniger als 7 % der Wählerstimmen erreichen sollte.
Eine weitere Änderung bestand in der Abschaffung der Mindestwahlbeteiligung, die bis dahin bei 25 % gelegen hatte. Außerdem wurde die Möglichkeit abgeschafft „gegen Alle“ zu stimmen – eine Besonderheit des russischen Wahlrechts.

### Änderung des Parteiengesetzes
Außer dem Wahlgesetz war in der zurückliegenden Legislaturperiode auch das Parteiengesetz geändert worden. Diese Änderung beinhaltete unter anderem die Anhebung der Mindestmitgliederzahl von 10.000 auf 50.000. Die Neuregelung führte zur Auflösung einer Reihe kleinerer Parteien, darunter der Republikanischen Partei des Dumaabgeordneten Wladimir Ryschkow. Ryschkow bestritt allerdings die Rechtmäßigkeit der Auflösung und reichte dagegen Klage beim Europäischen Gerichtshof für Menschenrechte ein.

## Wahlkampf

### Präsidententreue Parteien

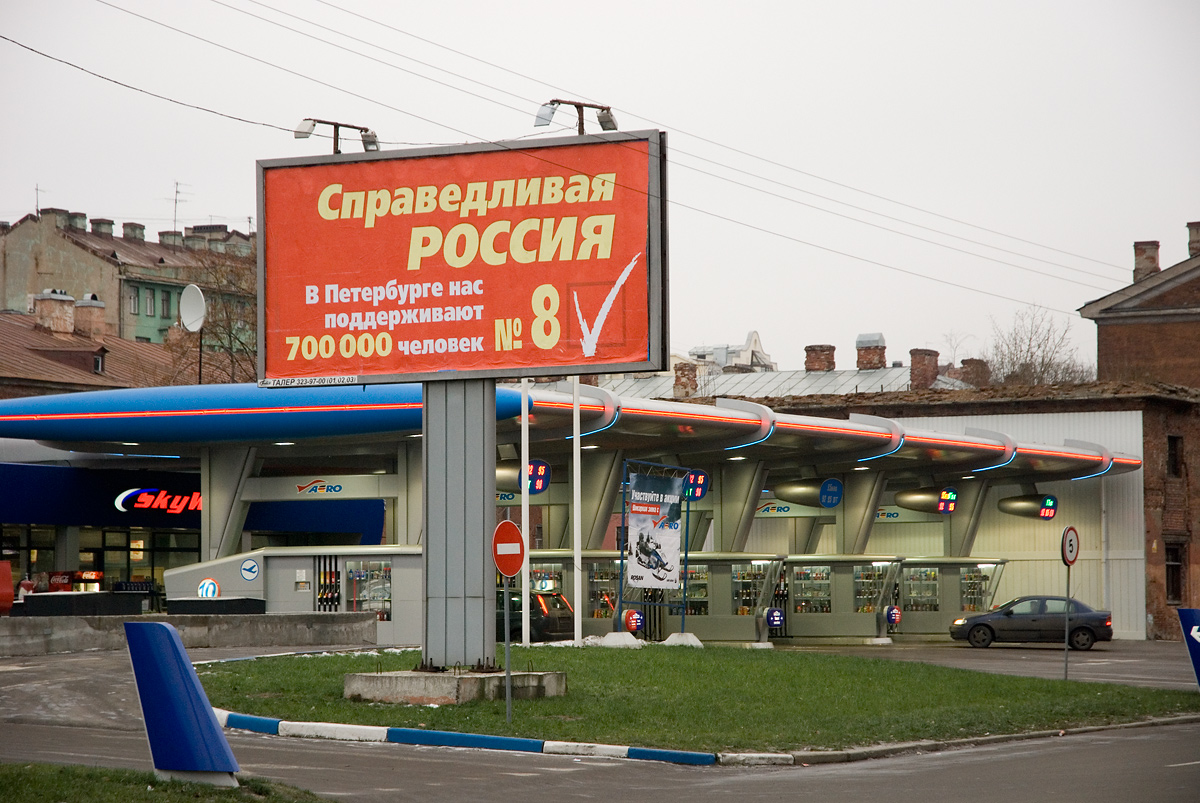
Wahlplakat der Partei Gerechtes Russland in Sankt Petersburg

Als loyal gegenüber Putin gelten neben Einiges Russland, die rechtsradikale LDPR, die im Herbst 2006 gegründete Partei Gerechtes Russland und die ebenfalls neu gegründete Partei Bürgerkraft.
Die Umfrageergebnisse deuteten von Anfang an darauf hin, dass Einiges Russland seine dominierende Stellung in der Duma behalten würde. Bis September 2007 ergaben die Wahlprognosen des staatsnahen Umfrageinstituts WZIOM für Einiges Russland einen Stimmenanteil zwischen 45 und 50 %. In den Monaten Oktober und November erhöhten sich die Umfragewerte von Einiges Russland noch einmal deutlich. Am 1. Oktober 2007 hatte Präsident Putin angekündigt, als Spitzenkandidat für Einiges Russland anzutreten und sich im Falle eines deutlichen Wahlsieges möglicherweise als Ministerpräsident zur Verfügung zu stellen. In den folgenden Wochen sprach sich Putin wiederholt für die Partei Einiges Russland aus. Diese warb ihrerseits intensiv mit der Unterstützung durch den Präsidenten und erklärte die Wahl zu einem „Referendum zur Unterstützung Putins“. Die Umfragewerte der Partei stiegen daraufhin auf über 60 %.
Die zweite explizit präsidententreue Partei Gerechtes Russland brachte diese Entwicklung in eine schwierige Lage, da sie nicht mit der Unterstützung des Präsidenten werben konnte, und sie nun jede Kritik an ihrem Konkurrenten Einiges Russland in Widerspruch zu ihrer deklarierten Unterstützung für den Präsidenten gebracht hätte. Die Umfragewerte von Gerechtes Russland, die im September noch bei 14 % gelegen hatten, fielen bis November auf 7 %.
Wladimir Schirinowskis Partei LDPR machte unter anderem dadurch auf sich aufmerksam, dass sie den von der britischen Staatsanwaltschaft des Mordes verdächtigten Geschäftsmann Andrei Lugowoi auf den zweiten Platz ihrer Parteiliste aufnahm. Die Prognosen für den Stimmenanteil der Partei schwankten konstant zwischen 7 und 9 %.

### Oppositionelle Kräfte
Die einzige Oppositionspartei, die den Wahlprognosen zufolge darauf hoffen durfte, die 7-Prozent-Hürde zu überspringen war die Kommunistische Partei der Russischen Föderation. Ihre Umfragewerte lagen zunächst bei knapp 16 %, fielen jedoch im November auf etwa 12 %.
Den liberalen Parteien Jabloko und SPS blieben in allen Prognosen deutlich unter der 7-Prozent-Hürde. Die höchsten Zustimmungsraten erreichte die SPS, der zwischenzeitlich vom Umfrageinstitut WZIOM ein Wahlergebnis von 5,2 % prognostiziert wurde. Im Verlaufe des Wahlkampfes intensivierten sie ihre Kritik an der Staatsführung. So entschied sich etwa die Partei SPS zur Teilnahme an den von radikaleren Oppositionskräften organisierten Märschen der Nichteinverstandenen. Kritiker warfen der SPS Populismus vor, da sie mit ihrem Wahlprogramm einen starken Linksruck machte. Wegen des Festhaltens der Partei an der Leitfigur Nemzows haben einige regionale Führer der Partei den Wahlkampf boykottiert.
Im Rahmen einiger Demonstrationen kam es zu kurzzeitigen Festnahmen mehrerer Oppositionspolitiker. Garri Kasparow, einer der Organisatoren der Proteste wurde anschließend, wegen Organisation einer nichtgenehmigten Demonstration zu fünf Tagen Haft verurteilt. Er selbst nahm aber nicht persönlich an der Wahl teil. Das russische Außenministerium rechtfertigte die Festnahmen damit, dass die Demonstranten nach einer erlaubten Kundgebung versucht hätten, einen nicht genehmigten Straßenumzug durchzuführen.

## Kritik am Ablauf der Wahl
Die Oppositionsparteien KPRF, Jabloko und SPS, die allesamt starke Verluste gegenüber der letzten Wahl verzeichneten, kündigten noch in der Wahlnacht an, dass sie das Wahlergebnis auf gerichtlichem Wege anfechten würden. Die SPS weigerte die staatliche Wahlkampfunterstützung zurückzuzahlen, wozu sie wegen des offiziell unter drei Prozent der Stimmen liegenden Ergebnisses verpflichtet wäre. Vertreter der KPRF erklärten, es werde innerhalb der Partei erwogen, die offiziell erreichten Mandate nicht anzutreten, um dadurch Neuwahlen zu erzwingen. Die Kommunisten vermuten um etwa die Hälfte ihrer Wählerstimmen betrogen worden zu sein.
Im Vorfeld der Wahl war es zudem zu einem Konflikt zwischen der OSZE und den russischen Behörden gekommen, in dessen Folge sich die OSZE entschied, die geplante Entsendung von Wahlbeobachtern abzusagen. Die von der Gemeinschaft Unabhängiger Staaten und der Shanghaier Organisation für Zusammenarbeit entsandten Beobachter konnten keine Unregelmäßigkeiten feststellen. Die OSZE und der Europarat hingegen bezeichneten die Wahl als unfair und nicht den europäischen Standards entsprechend. Der Bundestagsabgeordnete Christian Kleiminger (SPD), der als Mitglied der Delegation der Parlamentarischen Versammlung der Organisation für Sicherheit und Zusammenarbeit in Europa (OSZE-PV) die Wahl beobachtete, bezeichnete diese anschließend unter Hinweis auf die wirtschaftliche und personelle Übermacht von „Einiges Russland“ als unfair. Die Opposition habe keine realen Chancen gehabt.
Als Musterbeispiel für den in verschiedenen Regionen angenommenen Wahlbetrug wird meist das Ergebnis in Tschetschenien genannt, wo bei einer Wahlbeteiligung von 99 % bemerkenswerte 99 % der Stimmen an die Partei Einiges Russland gingen, was laut tschetschenischen NGO-Aktivisten dem Einfluss des Putin-hörigen Präsidenten Kadyrow zu verdanken sei.
Internetnachrichtendienste berichteten über auffällige Veränderungen der Wählerlisten. So gab es im Juli 2007 offiziell 107,062 Mio. Wahlberechtigte, kurz vor der Parlamentswahl stieg diese Zahl 109,146 Mio. an, während es zur Präsidentschaftswahl 2008 mit 106,999 Mio. offiziell wieder weniger Wahlberechtigte gab. Während die Zentrale Wahlkommission diese Unterschiede mit einer Aktualisierung der Wählerlisten erklärt, vermuten Kritiker, dass vor den Parlamentswahlen die offizielle Zahl der Wahlberechtigten erhöht wurde, da hier die absolute Zahl der Wählerstimmen über die Sitzverteilung entscheidet. Um bei den Präsidentschaftswahlen, bei denen im Gegensatz dazu der prozentuale Stimmenanteil entscheidet, eine hohe Wahlbeteiligung zu erreichen, sei die Zahl der Wahlberechtigten wieder gekürzt worden.